# Équipe cycliste Diftar Continental

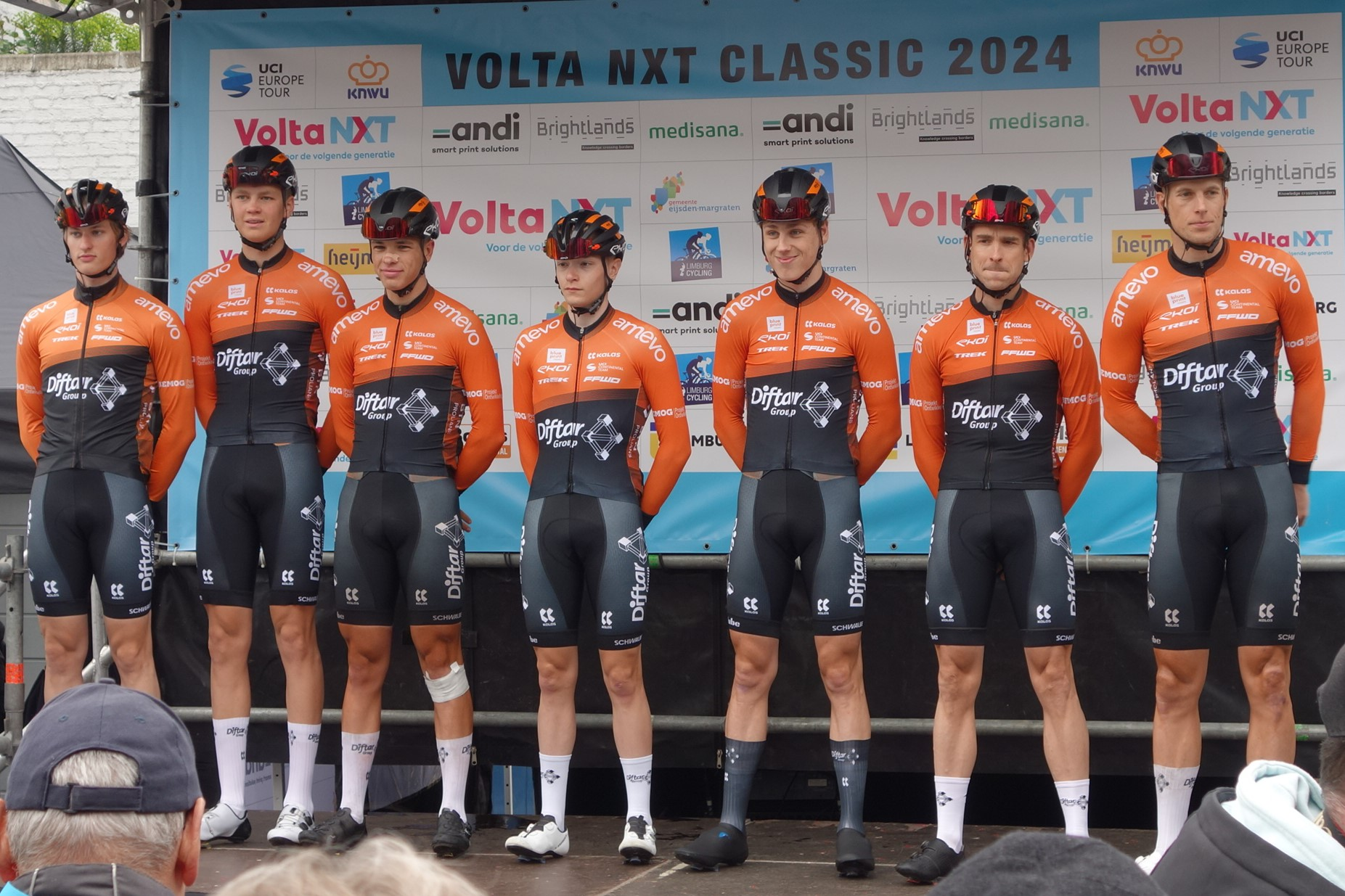
L'équipe en 2024.

L'équipe cycliste Diftar Continental est une équipe cycliste néerlandaise, ayant le statut d'équipe continentale depuis 2022.

## Histoire de l'équipe
L'équipe est basée à Ermelo et court en tant qu'équipe continentale UCI à partir de la saison 2022. Elle est étroitement liée au club cycliste de IJsselstreek. Le sponsor principal est la société de télécommunications Allinq, qui est impliquée dans le sponsoring du club depuis 2019. Le projet est initialement conçu pour trois ans, au cours desquels l'équipe déclare vouloir devenir la meilleure équipe continentale des Pays-Bas.
Pour la saison 2023, Erik Dekker prend la direction sportive de l'équipe. En juin, il annonce qu'il allait réduire et rajeunir considérablement l'équipe. En septembre, le sponsor principal se retire de manière inattendue et Erik Dekker quitte l'équipe, de sorte que l'équipe était au bord de la disparition. Avec une nouvelle direction sportive, l'équipe prend alors un nouveau départ en 2024. Elle conserve certains coureurs et recrute des coureurs de l'équipe dissoute Scorpions Racing. Le groupe Diftar, fournisseur de solutions logicielles, devient nouveau sponsor principal.

## Classements UCI
L'équipe participe aux épreuves des circuits continentaux et en particulier de l'UCI Europe Tour. Le tableau ci-dessous présente les classements de l'équipe sur ce circuit, ainsi que son meilleur coureur au classement individuel.
UCI Europe Tour
| UCI Europe Tour | UCI Europe Tour        | UCI Europe Tour                           | UCI Europe Tour |
| Année           | Classement par équipes | Meilleur coureur au classement individuel |                 |
| --------------- | ---------------------- | ----------------------------------------- | --------------- |
| 2022            | 82e                    | Tim Bierkens (824e)                       |                 |
| 2023            | 78e                    | -                                         |                 |
|                 |                        |                                           |                 |
| Source : UCI    |                        |                                           |                 |

UCI Oceania Tour
| UCI Oceania Tour | UCI Oceania Tour       | UCI Oceania Tour                          | UCI Oceania Tour |
| Année            | Classement par équipes | Meilleur coureur au classement individuel |                  |
| ---------------- | ---------------------- | ----------------------------------------- | ---------------- |
| 2022             | -                      | Aden Paterson (136e)                      |                  |
|                  |                        |                                           |                  |
| Source : UCI     |                        |                                           |                  |

L'équipe est également classée au Classement mondial UCI qui prend en compte toutes les épreuves UCI et concerne toutes les équipes UCI.
| Classement mondial | Classement mondial     | Classement mondial                        | Classement mondial |
| Année              | Classement par équipes | Meilleur coureur au classement individuel |                    |
| ------------------ | ---------------------- | ----------------------------------------- | ------------------ |
| 2022               | 139e                   | Tim Bierkens (1181e)                      |                    |
| 2023               | 139e                   | Rick Ottema (1231e)                       |                    |
| 2024               | 104e                   | Rick Ottema (700e)                        |                    |
|                    |                        |                                           |                    |
| Source : UCI       |                        |                                           |                    |

## Diftar Continental Cyclingteam en 2025
Effectif
| Effectif 2025            | Effectif 2025     | Effectif 2025 | Effectif 2025                        |
| Cycliste                 | Date de naissance | Pays          | Équipe précédente                    |
| ------------------------ | ----------------- | ------------- | ------------------------------------ |
| Jelle Bouma              | 29 avril 2004     | Pays-Bas      |                                      |
| Mike Bronswijk           | 18 janvier 2003   | Pays-Bas      |                                      |
| Yoeri Havik              | 19 février 1991   | Pays-Bas      | BEAT Cycling Club (2024)             |
| Jasper Huitema           | 23 avril 2004     | Pays-Bas      | Scorpions Racing Team (2023)         |
| Rick Ottema              | 25 juin 1992      | Pays-Bas      | Metec-Solarwatt p/b Mantel (2022)    |
| Hugo Paats               | 5 avril 2006      | Pays-Bas      |                                      |
| Marvin Peters            | 28 avril 2004     | Pays-Bas      | Scorpions Racing Team (2023)         |
| Lars Rouffaer            | 16 novembre 2003  | Pays-Bas      |                                      |
| Peter Schulting          | 19 août 1987      | Pays-Bas      | VolkerWessels Cycling Team (2023)    |
| Cas van der Veen         | 19 novembre 2004  | Pays-Bas      | Sensa-Kanjers voor Kanjers (2024)    |
| Rik van der Wal          | 2 octobre 2003    | Pays-Bas      |                                      |
| Vincent van Dorp         | 21 avril 2004     | Pays-Bas      | Scorpions Racing Team (2023)         |
| Miguel van Tintelen      | 25 avril 2004     | Pays-Bas      |                                      |
| Pepijn Veenings          | 2 avril 2004      | Pays-Bas      |                                      |
| Quinten Veling           | 19 mai 1999       | Pays-Bas      | WPGA Amsterdam Racing Academy (2024) |
| Guillaume Visser         | 23 juillet 2000   | Pays-Bas      | BEAT Cycling Club (2023)             |
| Mike Vliek               | 14 juillet 2000   | Pays-Bas      |                                      |
|                          |                   |               |                                      |
| Source : ProCyclingStats |                   |               |                                      |

Victoires
| Victoires | Victoires | Victoires | Victoires | Victoires | Victoires |
| Date      | Course    | Pays      | Classe    | Vainqueur |           |
| --------- | --------- | --------- | --------- | --------- | --------- |